# 美幸キャスリーン
美幸 キャスリーン（みゆき キャスリーン、10月21日 - ）は、日本の女性声優。東京都出身。所属事務所はリマックスを経て、現在はフリー。

## 略歴
アメリカ人の父と日本人の母の間に生まれる。
ルーテル学院大学卒業。
2020年11月末をもってリマックスを退所し、現在はフリーランスで活動している。「ここで一区切り」という表現はあるものの、現在もXやYouTubeの活動を続けている。

## 出演
太字はメインキャラクター。

### テレビアニメ
2015年
- 遊☆戯☆王ARC-V

2016年
- 食戟のソーマ 弐ノ皿（お客C）
- クラシカロイド（女）

2017年
- 風夏（女子生徒）
- MARGINAL#4 KISSから創造るBig Bang（売店店員）
- キラキラ☆プリキュアアラモード（店員）

2018年
- 斉木楠雄のΨ難（女子生徒B）

2019年
- えんどろ〜!（女）
- あんさんぶるスターズ!（観客）

2021年
- ウマ娘 プリティーダービー Season 2（ハチミツ屋の店員、美容師、アナウンサー、女性アナウンサー、女性 他）
- レゴ フレンズ（アンドレア）

### Webアニメ
- ビクマっ娘Theあにめーしょん（2018年、がくもり）

### ゲーム
2014年
- アイコレ〜with you〜（眞宮憂、一ノ瀬澪）
- ウチの姫さまがいちばんカワイイ（樹医姫リンネ・プランタ）
- ジェネラルギア-反撃の神機-（大庭由奈） - ボイスドラマにおいても同役で出演。
- 777ファイター（大内真央、南条心美）
- ヒーローズプレイスメント（中山ゆめり、金将佐馬、佐渡島シャルロッテ、彌冨咲楽、今治てるてる、田之上燃）
- ぷよぷよテトリス（ジェイ&エル）

2015年
- サウザンドメモリーズ（紅玉の歌姫キャスナ）
- 【18】 キミト ツナガル パズル（白百合の魔女/神崎ユリナ、治安ダイバー ポリッシュ）
- ぷよぷよ!!クエスト（2015年 - 2020年、ウィン、フェーン、ジェイ&エル）

2016年
- 編隊少女 -フォーメーションガールズ-（チェリー・ボンド、グンヒルド・リュッツオー）

2017年
- ファイトリーグ（歌舞姫獅子 十八番屋ミキリ、十刀工芸士 チゼル、盗人ジャグラー マニー・ギル、反転する文字番）

2019年
- クイズRPG 魔法使いと黒猫のウィズ（アリア）

2020年
- ぷよぷよテトリス2（ジェイ&エル）

### 吹き替え
- 名探偵ミレット（英語版）（2017年、ミレット[17]）
- 新レゴフレンズアニメ（2018年、アンドレア）